# Мирони (Подільський район)
Ми́рони — село у складі Балтської міської громади у Подільському районі, Одеська область.
Розташоване за 4 км від центру громади — міста Балта. На півдні межує з селом Оленівка, на сході з селом Козацьке, на півночі з селом Лісничівка та на північному заході з селом Борсуки.

## Історія
7 (20) листопада 1917 року, відповідно до Третього Універсалу Української Центральної Ради, увійшло до складу Української Народної Республіки.
12 червня 2020 року, відповідно до Розпорядження Кабінету Міністрів України від № 724-р «Про визначення адміністративних центрів та затвердження територій територіальних громад Одеської області», увійшло до складу Балтської міської територіальної громади.
19 липня 2020 року, в результаті адміністративно-територіальної реформи і ліквідації Балтського району, село увійшло до складу новоутвореного Подільського району.

## Населення
Згідно з переписом 1989 року населення села становило 778 осіб, з яких 333 чоловіки та 445 жінок.
За переписом населення 2001 року в селі мешкало 688 осіб.

### Мова
Розподіл населення за рідною мовою за даними перепису 2001 року:
| Мова       | Відсоток |
| ---------- | -------- |
| українська | 90,48 %  |
| російська  | 8,1 %    |
| румунська  | 0,99 %   |
| болгарська | 0,14 %   |

## Визначні пам'ятки
На території села були знайдені залишки поселень епохи неоліту і бронзи (V, II тисячоліття до РХ) і старослов'янське поселення черняховської культури (II—VI вв.).
В селі існував костел назва якого не збереглась, був заснований біля 1793 року. Зруйновано до 1850 року.
Церква Покрови, засновано у 1772 році. У 1794 році перетворена з греко-католицької на православну. Дерев'яна одноверха, дзвіниця прибудована до неї в 1895. В 1901 році була приписною до собору в Балті. Не збереглась.

## Побут
В селі є чинний Будинок культури з укомплектованим штатом, фельдшерсько-акушерський пункт, було організовано маршрут шкільного автобуса, якій доставляє місцевих школярів до школі № 1 міста Балти. Планується будівництво власної школи, та газифікація села.

## Видатні люди
В селі народився Вакар Григорій Васильович (1901—1937), відомий під псевдонімом Ґро Вакар — український письменник, автор антиколоніального роману «Поїзди підуть на Париж» (1932). Репресований радянською владою.
- похований Порфир'єв Віталій Сергійович (1995—2015) — старший солдат Збройних сил України, учасник російсько-української війни.